# Дроттинн
Дроттинн (прагерм. *Druhtinaz, др.-сканд. dróttinn, др.-англ. dryhtin) — общегерманское слово для обозначение господина или повелителя с точным значением «военный вождь». После христианизации во многих скандинавских языках стал использоваться для обозначения Господа.

## Этимология
Древнесаксонские drohtin, druhtin, древнеанглийское dryhten, древневерхненемецкие truhtîn, trohtîn, trehtîn, trehten — все эти слова родственные слову дроттинн и берут своё начало в прагерманском *druhtinaz, полученного составлением прагерм. *druhti (дружина) и «правящего» суффикса -ina- (см. Wōd-ina-z).
Само слово *druhti также оставила след в исландском в форме drótt, в древнеанглийском — dryht, driht, в древневерхненемецком — truht (слово сохранилось до XIX века в швейцарском немецком в форме Trucht со значением «бандит, прохвост»).
В готском языке встречается глагол driugan, что значит «быть на военной службе». Древнеанглийское слово dréogan (сохранившиеся в современном языке в форме drudge/drudgery — «делать монотонную работу» и dree — «страдать») и исландское drýgia(n) оба означали «выполнять». Аналогичны истоки и русского слова друг и производного от него дружина.
Майордом на др.-сканд. drôttseti, древневерхненемецком truhtsâzzo и trohtsâzzo (нем. Truchsess).

## Свидетельства
В 20 главе Саги об Инглингах рассказывается история шведского конунга Дюггви:
Матерью Дюггви была Дротт, дочь короля Данпа, сына Рига, которого первым звали конунгом на датском языке. Его потомки всегда после носили титул конунга, титул высшего достоинства. Дюггви был первым из его семьи был назван конунгом, в то время как его предшественников называли дроттиннами, а их жен дроттнингами, а их двор дротт (рать). Каждого из них звали Ингви или Ингуни, а весь их род звали Инглингами. Королева Дротт была сестрой короля Дана Микиллати, от которого Дания берет своё название.

## Современное использование
В качестве архаизма сохранился в немецком языке в форме Drost. В раннесовременном баварском диалекте немецкого слово Trecht означает Господь.
Скандинавское слово королева drottning/dronning имеет тот же корень; ср. Дроттнингхольм.
Финское слово ruhtinas, означающие слово господин или принц, также соотносится с дроттином, хотя финский и не является индоевропейским языком.